# 筒井あやめ

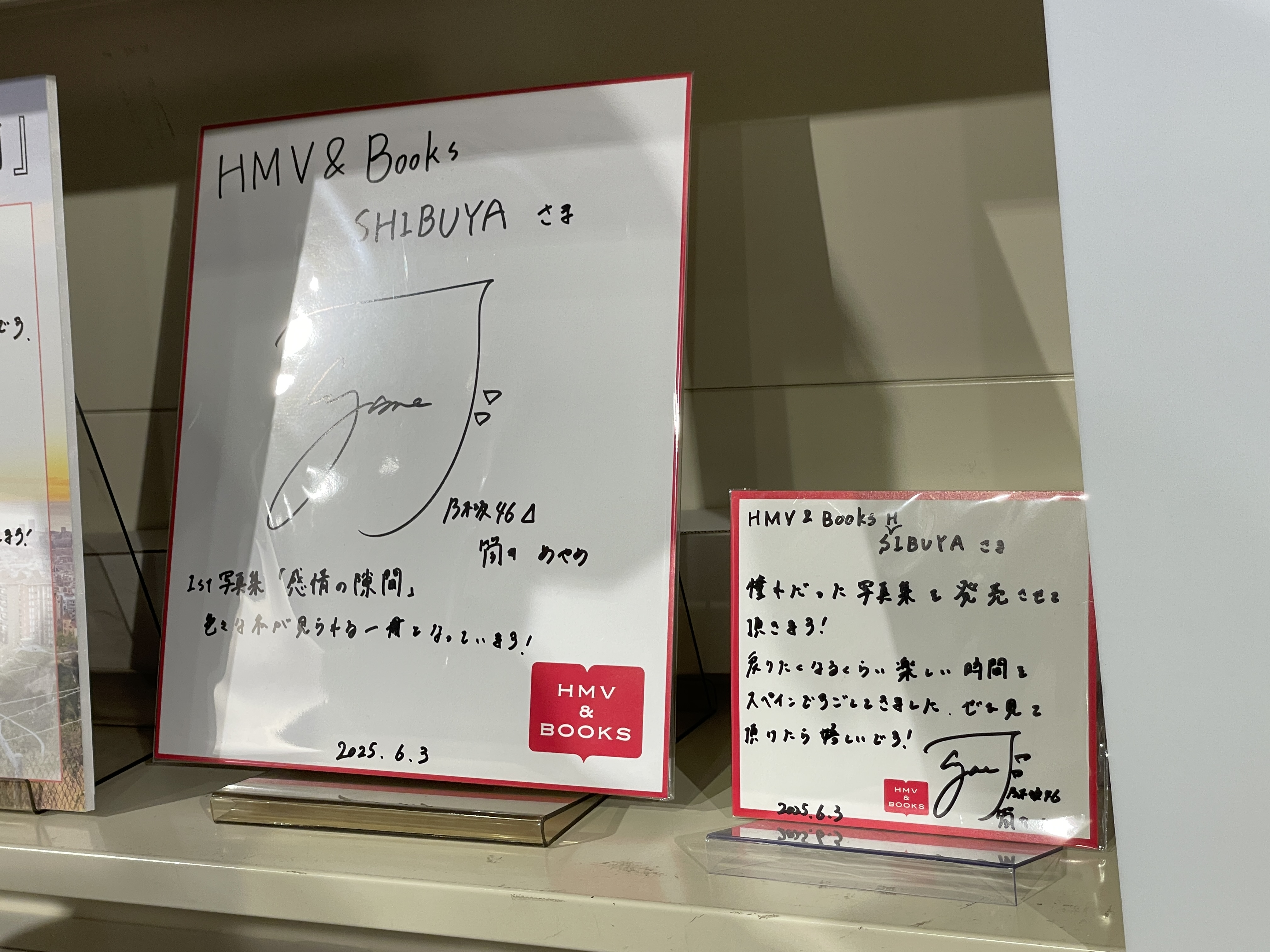
直筆サイン

筒井 あやめ（つつい あやめ、2004年〈平成16年〉6月8日 - ）は、日本のアイドル、ファッションモデルであり、女性アイドルグループ乃木坂46のメンバー、『bis』のレギュラーモデルである。愛知県名古屋市出身。乃木坂46合同会社所属。

## 来歴
2004年（平成16年）6月8日生まれ。
2018年（平成30年）8月19日、『坂道合同新規メンバー募集オーディション』に合格した。オーディションには友人の母親に勧められて応募した。同年11月30日、公式ホームページにプロフィールが掲載され、乃木坂46に配属されることが発表された。同年12月3日に日本武道館で開催された「乃木坂46 4期生お見立て会」にて初めてイベントに参加した。
2019年（令和元年）7月15日、乃木坂46の24thシングル『夜明けまで強がらなくてもいい』でシングル表題曲を歌唱する選抜メンバーに初めて選ばれ、1列目のポジションに抜擢された。同年8月26日、24thシングルのリリースを記念して、筒井が乃木坂46の全シングル衣装の制服を着用した画像を掲載した特設サイト「筒井あやめ 制服コレクション」が公開された。
2021年（令和3年）6月4日から7月9日に上演された舞台『目頭を押さえた』で主演を務めた。同年6月9日発売の27thシングル『ごめんねFingers crossed』のカップリング曲で、与田祐希とのユニット曲「ざぶんざざぶん」が収録された。
2022年（令和4年）1月18日、ファッション雑誌『bis』（光文社）のレギュラーモデルを同年2月1日発売の同誌3月号から務めることが発表された。同年8月31日発売の30thシングル『好きというのはロックだぜ!』に収録された4期生が歌唱するカップリング曲「ジャンピングジョーカーフラッシュ」で初めてセンターを務めた。同年10月21日より放送されたテレビドラマ『真相は耳の中』にて、地上波のドラマに初出演した。
2021年4月から2023年3月まで、ラジオ番組『乃木坂46の「の」』第16代MCを務めた。およそ2年間のMCは歴代で最長だった。
2024年（令和6年）4月10日に発売された35thシングル『チャンスは平等』に収録されるアンダー曲「車道側」でセンターを務めた。同年6月8日、20歳の誕生日にInstagramアカウントを開設した。
2025年（令和7年）6月3日、1st写真集『感情の隙間』（光文社）を発売。同写真集は週間売上7.2万部を記録し、オリコン週間BOOKランキングのジャンル別「写真集」部門で1位を獲得した。

## 人物
愛称は、あやめん、あやめちゃん。年の離れた姉がいる。
特技は書道。姉の影響でそろばん、水泳、英語、ピアノ、ギターの習い事をしていた。得意なモノマネはスティッチ。
趣味は編み物、読書、カメラ。好きな食べ物はかき氷、寿司、焼肉、あんこ、甘いもの。

### 乃木坂46
尊敬するメンバーは1期生の生田絵梨花、3期生の大園桃子。仲が良いメンバーは同期の清宮レイ、3期生の岩本蓮加。5期生の井上和とは同じ高校の同級生かつクラスメイト。
4期生メンバー最年少で、加入時は14歳でグループ最年少メンバーでもあった。
後輩メンバー小川彩とのコンビ名は「あやあや」と呼ばれている。

## 作品

### シングル
乃木坂46
- 4番目の光（2019年5月29日、SRCL-11192/3） - EAN 4547366406719。
- 夜明けまで強がらなくてもいい（2019年9月4日、SRCL-11260/8） - EAN 4547366418569。
- 図書室の君へ（2019年9月4日、SRCL-11262/3） - EAN 4547366418576。
- 僕の思い込み（2019年9月4日、SRCL-11268） - EAN 4547366418590。
- I see...（2020年3月25日、SRCL-11466/7） - EAN 4547366444230。
- 世界中の隣人よ（2020年5月25日）[51]
- Route 246（2020年7月24日）
- 僕は僕を好きになる（2021年1月27日、SRCL-11680/8） - EAN 4547366487244。
- 明日がある理由（2021年1月27日、SRCL-11680/8） - EAN 4547366487244。
- Wilderness world（2021年1月27日、SRCL-11680/1） - EAN 4547366487244。
- Out of the blue（2021年1月27日、SRCL-11686/7） - EAN 4547366487282。
- ごめんねFingers crossed（2021年6月9日、SRCL-11836/44） - EAN 4547366507270。
- 全部 夢のまま（2021年6月9日、SRCL-11836/44） - EAN 4547366507270。
- ざぶんざざぶん（2021年6月9日、SRCL-11838/9） - EAN 4547366507287。
- 猫舌カモミールティー（2021年6月9日、SRCL-11844） - EAN 4547366507300。
- 君に叱られた（2021年9月22日、SRCL-11880/8） - EAN 4547366522303。
- 泥だらけ（2021年9月22日、SRCL-11886/7） - EAN 4547366522341。
- 他人のそら似（2021年9月22日、SRCL-11888） - EAN 4547366522334。
- 最後のTight Hug（2021年11月5日）[52]
- Actually...（2022年3月23日、SRCL-12100/8） - EAN 4547366549058。
- 深読み（2022年3月23日、SRCL-12100/8） - EAN 4547366549058。
- 好きになってみた（2022年3月23日、SRCL-12108） - EAN 4547366549089。
- 好きというのはロックだぜ!（2022年8月31日、SRCL-12210/8） - EAN 4547366571950。
- ジャンピングジョーカーフラッシュ（2022年8月31日、SRCL-12212/3） - EAN 4547366571967。
- ここにはないもの（2022年12月7日、SRCL-12330/8） - EAN 4547366590166。
- 人は夢を二度見る（2023年3月29日、SRCL-12480/8） - EAN 4547366607307。
- 僕たちのサヨナラ（2023年3月29日、SRCL-12480/8） - EAN 4547366607307。
- 涙の滑り台（2023年3月29日、SRCL-12488） - EAN 4547366607345。
- おひとりさま天国（2023年8月23日、SRCL-12620/8） - EAN 4547366626612。
- 誰かの肩（2023年8月23日、SRCL-12620/1） - EAN 4547366626612。
- Monopoly（2023年12月6日、SRCL-12630/8） - EAN 4547366650990。
- 車道側（2024年4月10日、SRCL-12850/8） - EAN 4547366669053。
- ぶんぶくちゃがま（2024年4月10日、SRCL-12854/5） - EAN 4547366669077。
- チートデイ（2024年8月21日、SRCL-12950/8） - EAN 4547366693973。
- 君にDitto（2024年8月21日、SRCL-12952/3） - EAN 4547366693980。
- 歩道橋（2024年12月11日、SRCL-13070/8） - EAN 4547366716580。
- 夕陽は何色か?（2024年12月11日、SRCL-13072/3） - EAN 4547366716597。
- 雪が降る日にまた会おう（2024年12月11日、SRCL-13076/7） - EAN 4547366716627。
- 懐かしさの先（2025年2月3日）
- ネーブルオレンジ（2025年3月26日、SRCL-13220/8） - EAN 4547366731125。
- 天空の豆の木（2025年3月26日、SRCL-13224/5） - EAN 4547366731149。
- Same numbers（2025年7月30日、SRCL-13370/8） - EAN 4547366755978。
- 真夏日よ（2025年7月30日、SRCL-13370/8） - EAN 4547366755978。

### アルバム
乃木坂46
- 今が思い出になるまで（2019年4月17日、SRCL-11140/7） - EAN 4547366401325。
- Time flies（2021年12月15日、SRCL-12020/30） - EAN 4547366534184。

### 映像作品
- いつのまにか、ここにいる Documentary of 乃木坂46（2019年12月25日） - EAN 4988104123695。
- 乃木坂46 7th YEAR BIRTHDAY LIVE 2019.2.21-24 KYOCERA DOME OSAKA（2020年2月5日） - EAN 4547366438956。
- 乃木坂どこへ 第1巻（2020年3月6日） - EAN 4988021717984, EAN 4988021140058。
- 乃木坂どこへ 第2巻（2020年8月7日） - EAN 4988021718141, EAN 4988021140317。
- 乃木坂46 8th YEAR BIRTHDAY LIVE 2020.2.21-24 NAGOYA DOME（2020年12月23日） - EAN 4547366482812。
- ノギザカスキッツ 第1巻（2021年1月8日） - EAN 4988021718264, EAN 4988021140508。
- NOGIZAKA46 Mai Shiraishi Graduation Concert 〜Always beside you〜（2021年3月10日） - EAN 4547366491104。
- ノギザカスキッツ 第2巻（2021年4月2日） - EAN 4988021718271, EAN 4988021140515。
- ノギザカスキッツACT2 第1巻（2021年7月30日） - EAN 4988021718608, EAN 4988021140829。
- ノギザカスキッツACT2 第2巻（2021年10月22日） - EAN 4988021718615, EAN 4988021140836。
- 乃木坂スター誕生! 第1巻（2022年1月14日） - EAN 4988021718738, EAN 4988021140980。
- 乃木坂スター誕生! 第2巻（2022年4月22日） - EAN 4988021718745, EAN 4988021140997。
- 乃木坂46 9th YEAR BIRTHDAY LIVE 5DAYS（2022年6月8日） - EAN 4547366541441, EAN 4547366541465。
- 乃木坂スター誕生!2 第1巻（2022年7月22日） - EAN 4988021718974, EAN 4988021141550。
- 乃木坂スター誕生!2 第2巻（2022年10月28日） - EAN 4988021718981, EAN 4988021141567。
- 乃木坂46 真夏の全国ツアー2021 FINAL! IN TOKYO DOME（2022年11月16日） - EAN 4547366576009, EAN 4547366576016。
- 乃木坂46 10th YEAR BIRTHDAY LIVE（2023年2月22日） - EAN 4547366594324, EAN 4547366594447。
- さ〜ゆ〜Ready?さゆりんご軍団ライブ/松村沙友理 卒業コンサート（2023年4月26日）[53]
- 生田絵梨花 卒業コンサート（2023年4月26日）[53]
- NOGIZAKA46 ASUKA SAITO GRADUATION CONCERT（2023年10月25日） - EAN 4547366631012, EAN 4547366631098。
- 乃木坂46 11th YEAR BIRTHDAY LIVE 5DAYS（2024年2月21日） - EAN 4547366660128, EAN 4547366660135。
- MIZUKI YAMASHITA GRADUATION CONCERT（2024年10月2日） - EAN 4547366701180, EAN 4547366701227。
- 乃木坂46 12th YEAR BIRTHDAY LIVE（2025年2月12日） - EAN 4547366722253。

## 出演

### テレビドラマ
- 真相は耳の中（2022年10月22日 - 12月24日、テレビ東京）今井芽依 役[54]
- 量産型ルカ -プラモ部員の青き逆襲-（2025年7月4日 - 、テレビ東京）主演・瀬戸流歌 役（賀喜遥香とダブル主演）[55]

### ラジオドラマ
- FMシアター 「希望の推し」（2024年1月20日、NHK-FM）ユウキ 役[56]

### 映画
- 矢野くんの普通の日々（2024年11月15日、松竹）岡本 役[57]

### 舞台
- 目頭を押さえた（2021年6月4日 - 7月4日、東京：東京芸術劇場シアターイースト / 7月6日 - 7日、大阪：サンケイホールブリーゼ / 7月9日、愛知：名古屋市芸術創造センター）主演・杉山遼 役（秋田汐梨とのダブル主演）[16][17]

### ファッションショー
- 東京ガールズコレクション
  - 第34回 マイナビ 東京ガールズコレクション 2022 SPRING/SUMMER（2022年3月21日、国立代々木競技場第一体育館）[58]
  - CREATEs presents TGC KITAKYUSHU 2023 by TOKYO GIRLS COLLECTION（2023年10月7日、西日本総合展示場新館）[59]
  - oomiya presents TGC WAKAYAMA 2024 by TOKYO GIRLS COLLECTION（2024年2月3日、和歌山ビッグホエール）[60]
  - 第38回 マイナビ 東京ガールズコレクション 2024 SPRING/SUMMER（2024年3月2日、国立代々木競技場第一体育館）[61]
- GirlsAward
  - Rakuten GirlsAward 2023 AUTUMN/WINTER（2023年9月30日、幕張メッセ）[62]
  - Rakuten GirlsAward 2024 SPRING/SUMMER（2024年5月3日、国立代々木競技場第一体育館）[63]
  - Rakuten GirlsAward 2024 AUTUMN/WINTER（2024年10月19日、幕張メッセ）[64]
  - Rakuten GirlsAward 2025 SPRING/SUMMER（2025年5月3日、国立代々木競技場第一体育館）[65]

## 書籍

### 雑誌連載
- bis（2022年2月1日 - 、光文社）レギュラーモデル[4]

### 写真集
- 感情の隙間（2025年6月3日、光文社）[26][27]